# Pseudophallus starksii
Pseudophallus starksii är en fiskart som först beskrevs av Jordan och Culver 1895.  Pseudophallus starksii ingår i släktet Pseudophallus och familjen kantnålsfiskar. Inga underarter finns listade i Catalogue of Life.